# Stephen Amell

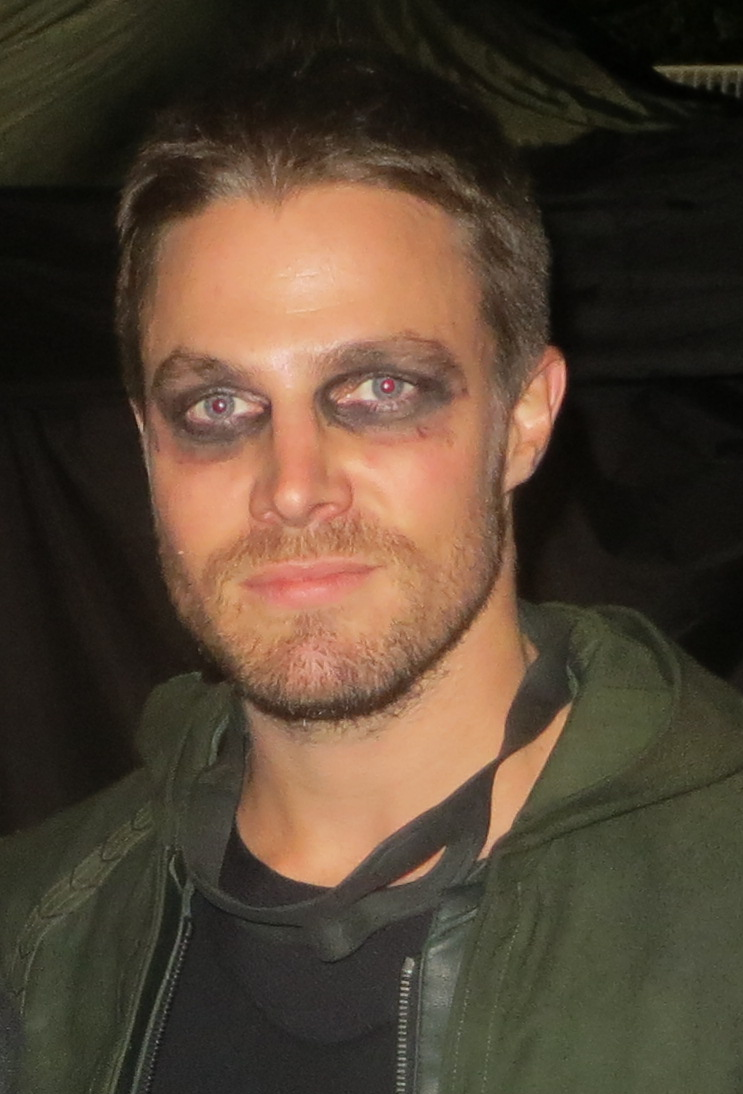
Stephen Amell als The Arrow (2014)

Stephen Adam Amell (Toronto, 8 mei 1981) is een Canadees acteur. Hij won in 2007 een Gemini Award voor zijn gastrol als Craig Riddlemeyer in de sciencefictionserie ReGenesis.

## Biografie
Amell maakte in 2004 zijn acteerdebuut als niet bij naam genoemde spinninginstructeur in de dramaserie Queer as Folk. Hij debuteerde op het witte doek in 2007, in de Canadese dramafilm The Tracey Fragments. Amell is voornamelijk te zien in televisieseries. Zijn omvangrijkste rollen daarin zijn die als Billy in de Canadese komedieserie Rent-a-Goalie en die in de Amerikaanse actieserie Arrow. Hierin kreeg hij in 2012 een hoofdrol als hoofdpersonage Oliver Queen, dat hij in de daaropvolgende acht jaar zou spelen. Amell speelde hetzelfde personage ook in verschillende aanverwante series binnen wat bekend kwam te staan als het Arrowverse, zoals Legends of Tomorrow, The Flash, Batwoman, Supergirl en Vixen.

## Persoonlijk
Amell trouwde in 2012 met de Amerikaanse actrice Cassandra Jean, met wie hij een dochter en een zoon kreeg. Dit was zijn tweede huwelijk, nadat hij eerder getrouwd was van 2007 tot en met 2010 met Carolyn Lawrence. Amell is de oudere neef van acteur Robbie Amell. Daarnaast heeft hij ook nog een zus.

## Filmografie
- Biblioteca Nacional de España: XX5406262
- Bibliothèque nationale de France: cb16951021s (data)
- Gemeinsame Normdatei: 1142432785
- International Standard Name Identifier: 0000 0004 3535 1863
- Library of Congress Control Number: no2015049168
- Nederlandse Thesaurus van Auteursnamen: 370404521
- Système universitaire de documentation: 224391429
- Virtual International Authority File: 306376869
- WorldCat: E39PBJkp7P8ktk3rVMCCDVyw4q